# Cianorte Associação Física Educativa
Cianorte Associação Física Educativa, mais conhecido pelo seu acrônimo oficial CAFE, foi uma agremiação esportiva da cidade de Cianorte, Paraná.

## História
O time foi o primeiro clube de futebol de Cianorte. O nome além de ser um acrônimo, é uma homenagem a produção cafeeira da região. O clube disputou o Campeonato Paranaense 4 vezes, 1965, 1969, 1970 e 1972. Na última vez, foi rebaixado. A queda para a segunda divisão revoltou o jogador Rubens, que pôs fogo na sede social do clube, causando o encerramento das atividades da equipe. Seu uniforme era alvi-verde e possuía fervorosa torcida. Na estreia como time profissional, perdeu para o Grêmio Esportivo de Maringá por 4 x 0, numa época em que o Grêmio de Maringá era o campeão paranaense. Na estreia da chave especial, o CAFE perdeu para o então Coritiba por 7x0. Mas sempre conseguia manter partidas memoráveis. Jogou amistosamente contra o Palmeiras (perdendo por 3x4) de Ademir da Guia e Djalma Santos (último jogo do Bicampeão Mundial pelo Brasil) e também contra o SANTOS (perdeu de 0x3) de Afonsinho e companhia.

## Estatísticas

### Participações
| Competição | Competição            | Temporadas | Melhor campanha    | Estreia | Última | P | R |
| Paraná     | Campeonato Paranaense | 4          | 8º colocado (1969) | 1965    | 1972   | – | – |